# Église Saint-Germain-d'Auxerre de Saint-Germain-sur-École
L’église Saint-Germain-d’Auxerre est un édifice religieux catholique situé à Saint-Germain-sur-École, en France.

## Situation et accès
L’édifice est situé entre la rue de l’Église et le chemin des Vallées, dans le centre de Saint-Germain-sur-École. Plus largement, il se trouve dans le département de Seine-et-Marne, en région Île-de-France.

## Histoire
Le chœur de l’église remonte au XIIIe siècle. Elle est érigée en chapelle vicariale en 1864.